# Липовка (Черняховский район)
Липовка — посёлок в Черняховском районе Калининградской области. Входит в состав Калужского сельского поселения.

## География
Посёлок Липовка расположен в срединной части области, в 15 км к северу от города Черняховска.

## История
Населённый пункт относится к исторической области древней Пруссии именем Надровия. До 1 июля 1929 года состоял из двух отдельных поселений: 1) Шакенау нем. Schackenau (до 1946 года), Шаккен (до 1938 года) — северная часть современной Липовки; 2) Гуттавутшен нем. Guttawutschen (в 1929 году объединено с Шаккеном), также Гуттавишкен нем. Guttawischken (до 1785 года), Гутташен нем. Guttaschen (до 1774 года), Аренсфельде нем. Arensfelde (до 1741 года), Аренсфельд нем. Arensfeld (c 1680 года) — южная часть современной Липовки.
В 1938 году властями гитлеровской Германии Шаккен был переименован в Шаккенау в рамках кампании по германизации в Восточной Пруссии топонимики прусско-литовского происхождения. До этой даты германизация выражалась в изменении написания слова Шаккен на немецком языке: нем. Szagcken (до 1736 года), нем. Szacken (до 1936 года), нем. Schacken (1936–1938 годы).
По итогам Второй Мировой войны передан в состав СССР.
Населенный пункт Шаккенау в 1946 году был переименован в посёлок Липовка.

## Население
| 1910 | 1933 | 1939 | 2002 | 2010 |
| ---- | ---- | ---- | ---- | ---- |
| 86   | ↗164 | ↗297 | ↗401 | ↘376 |